# Салль, Жорж
Жорж Салль (фр.  Georges Salles; 24 сентября 1889, Севр — 20 октября 1966, Бад-Висзе, Бавария) — французский историк и теоретик искусства, музейный работник, коллекционер. Специалист по искусству Востока и современному европейскому искусству.

## Биография
Мать — Клэр Эйфель, дочь знаменитого создателя Эйфелевой башни. Детство провёл в доме деда. Участвовал в Первой мировой войне, награждён военным крестом. Работал на раскопках в Иране, Афганистане, Китае. С 1926 года — в музее Лувр, с 1932 года — хранитель только что учреждённого отдела восточного искусства.
В 1933—1959 годах был главным редактором журнала Revue des Arts Asiatiques. С 1941 года — директор музея Гиме. Участвовал в движении Сопротивления, награждён вторым военным крестом. С 1945 года — директор музеев Франции. С 1953 года — президент Международного музейного совета. Дружил с Пикассо, Матиссом, они оставили его портреты. Дружил и переписывался с Франсисом Пуленком, организовывал выставки Жоржа Руо, Рауля Дюфи, Хулио Гонсалеса, писал об этих художниках. Одним из первых во Франции оценил творчество Генри Мура, начал собирать работы Марка Тоби. Проводя культурную политику демократизации авангардного искусства, привлек к работе по государственным заказам Жоржа Брака, Пикассо, Жоана Миро.
После отставки в 1957 году сотрудничал с Андре Мальро в издании книжной серии «Мир форм» издательства «Галлимар». В 1961—1965 годах занимал почётный пост руководителя художественного совета национальных музеев. Умер в доме престарелых в Германии.

## Труды
Подавляющая часть его творческой энергии ушла в организацию художественной жизни — устройство выставок, издание сопроводительных материалов, публикацию журнала и т. п. Не случайно преобладающая часть его наследия — предисловия к каталогам выставок и книгам о художниках. Среди его трудов выделяются:
- Les collections de l’Orient musulman (1928, в соавторстве)
- Взгляд/ Le Regard (1939, переиз. 1992, нем. пер. 2001)
- Au Louvre, scènes de la vie du musée (1950)
- Julio Gonzales. Dessins et aquarelles (1957)